# Poicephalus rufiventris
Poicephalus rufiventris là một loài chim trong họ Psittacidae.